# ترور بری
ترور بری (انگلیسی: Trevor Berry؛ زادهٔ ۱ اوت ۱۹۷۴) بازیکن فوتبال اهل بریتانیا است.
از باشگاه‌هایی که در آن بازی کرده‌است می‌توان به باشگاه فوتبال روترهام یونایتد، باشگاه فوتبال اسکانتورپ یونایتد، باشگاه فوتبال استون ویلا، و باشگاه فوتبال ای‌اف‌سی بورنموث اشاره کرد.